# ناحیه سیدی عقبه
ناحیه سیدی عقبه (به عربی: دائرة سیدی عقبة) یک ناحیه در الجزایر است که در استان بسکره واقع شده‌است.